# Карманов, Диомид Иванович
Диоми́д Ива́нович Карма́нов (1740 — 20 апреля [1 мая] 1795) — русский учёный-историк, просветитель, патриот Тверского края, автор «Исторических известий Тверского княжества» и других сочинений, относящихся к истории Тверского края.

## Биография
Карманов Диомид Иванович — уроженец Твери. Его отец был посадским человеком, прихожанином Троицкой церкви Заволжского посада Твери. С малолетства он отличался жаждой знания и, познакомившись с тверскими семинаристами, в 1752—1753 гг. стал посещать Тверскую духовную семинарию вольнослушателем. Учителя семинарии отнеслись к нему с вниманием, и так как он не знал латинского языка, на котором велось преподавание в высших классах семинарий, то некоторые учителя давали ему уроки у себя на дому. Дойдя до класса риторики, он прекратил обучение, женился и занял должность подканцеляриста тверского магистрата. Диомид Иванович самостоятельно восполнял недостаток в образовании, читая книги, такие как «Зерцало горячейшего ко Господу Богу духа» Феофилакта Лопатинского и др. По заказу Карманова информатор семинарии Е. Рязанцев перевел для него «Философию нравоучительную» Кристофа Фридриха фон Аммона, а учитель элоквенции П. И. Богданов — «Речь Амвросия Медиоланского против Феодосия». Диомид Иванович занимался изучением русской духовной литературы, например — «Златоуст», «Маргарит» и др. В январе 1764 года Карманов слушал курс богословия, читавшийся ректором Тверской семинарии Макарием Петровичем в Желтиковом монастыре, а затем Гавриилом Петровым в Тресвятском монастыре.
1766 год — Карманов прочитал в семинарии проповеди, направленные против старообрядцев.
С 14 октября 1768 года по июнь 1769 года — произнёс 11 проповедей на традиционные темы. Эти проповеди были одобрены новым ректором семинарии Арсением Верещагиным, в отзыве которого 3 февраля 1768 года говорилось следующее:
«Сочинение сие, основательными и порядочными мыслей здравых выражениями, и духовными нравоучениями, и риторскими украшениями преисполненное, достойную и правдивую сочинителю приносит честь и славу, а христианскому обществу душевную пользу»
Карманов деятельно помогал Платону Левшину, способствовав обращению старообрядцев в единоверие: с октября 1771 по март 1772 он переписывался с купцами, собирающимся перейти в единоверие, а именно: А. Я. Морозовым из Торжка и Т. И. Волосковым из Ржева. При этом Карманов рассчитывал на широкое распространение в старообрядческой среде данной переписки.
Наибольшую известность Карманов получил благодаря трудам по истории Твери. Во многих исторических примерах присутствуют дидактические выводы. Труды по истории родного города Карманова отобразились в культурной жизни Твери 1770-х годов. Они стали предпосылкой к знакомству, а затем и тесной дружбе Карманова с М. Н. Муравьёвым, по рекомендации которого 2 сентября 1777 года Карманов стал сотрудником Вольного Российского собрания. Историческими трудами Карманова интересовался Новиков, Николай Иванович, намеревавшийся их издать. Имеются предположения о возможности влияния Карманова на И. А. Крылова через его отца А. П. Крылова, служившего с 1774 по 1778 в губернском магистрате Твери и о направленного против Карманова сатирического диалога А. П. Сумарокова «Ирсинкус и Касандр».
10 июня Карманов по распоряжению Т. И. Тутолмина произнес в зале магистрата «Речь е. и. в. благодарственную от тверского купечества и мещанства по случаю оказанных к сему городу высочайших щедрот» (1778).
Карманов знаменит речью по случаю открытия в Твери гражданских училищ (1776) и в честь назначения Я. Е. Сиверса тверским наместником (1776).
В 1780 году Карманов совершил паломничество на Селигер в Ниловскую Столбенскую пустынь.
В 1772 году он пожертвовал в библиотеку Тверской духовной семинарии рукописи своих проповедей.
7 марта 1780 года туда же пожертвовал сборник исторических сочинений.
Обширная библиотека Карманова после его смерти была разделена между его тремя сыновьями. Большая часть книг сгорела во время пожара Твери в 1837. Некоторые книги из библиотеки Карманова найдены в конце XIX века Владимиром Колосовым. Им же было издано собрание сочинений, относящихся к истории Тверского края. Тверь, 1893 (репринт: Тверь, 1993).Основанные на обширном фактическом материале, работы Карманова и ныне сохраняют научно-справочную ценность.
Материалы, относящиеся к биографии Карманова, хранятся в Государственном архиве Тверской области (ф. 1020).

## Литературная деятельность
Карманову принадлежат сочинения духовного содержания:
- «Рассуждение о числе жен, помазавших Господа миром…» (1769)
- «Письмо поздравительное преосвященному Гавриилу по случаю возведения его в сан архиепископа Санкт-Петербургского» (1770)
- «Краткое толкование на чин св. литургии…» (1773) и др.

В 1774 году по совету архимандрита Новоторжского Феофилакта Карманов написал и представил Платону Левшину «Краткое известие о начале и приключениях города Твери с описанием нынешнего его состояния».
В 1775 году Карманов написал «Исторические известия Тверского княжества…» с прибавлением «О бывших в Твери святых церквах…», представленное Кармановым 13 декабря 1775 года.
В 1778 году по приказанию правителя Новгородского наместничества Т. И. Тутолмина, составил «Исторические известия о принадлежащих к Тверскому наместничеству городах», которые вошли в поднесенное Екатерине II «Генеральное соображение по Тверской губернии, извлеченное из подробного топографического и камерального по городам и уездам описания. 1783—1784 год» (Тверь, 1783).
Сочинение «История города Твери» не сохранилось.
В своих сочинениях Карманов широко использовал следующую литературу:
- «История Российская» Василия Никитича Татищева
- «Краткий российский летописец с родословием» Михаила Васильевича Ломоносова
- «Ядро российской истории» А. И. Манкиева
- Печатные летописи, а также рукописные писцовые книги.

Совместно с Арсением Верещагиным Карманов составил и подал Платону Левшину «Вопль купецких и разночинческих малолетних детей». По своему содержанию это сочинение схоже с «Разговором купеческого сына с учеником о науках», представленному 18 ноября 1772 года в Новоторжской для церковнослужительских детей школе по случаю тезоименитства Платона Левшина. Здесь Карманов ратует за преподавание в семинарии на русском языке вместо латинского и за расширение круга изучаемых в семинарии наук, требуя включить в него физику и натуральную историю. Ознакомившись с «Воплем купецких и разночинческих малолетних детей»", Платон Левшин оставил на нём следующую резолюцию:
«Мне кажется, давно бы могло, есть ли бы только хотело, гражданство завести на собственном своем содержании порядочное преподавание наук природным языком…»
Приписываемое Карманову сочинение «Доказательство бессмертия души» в действительности не существует — за него был принят сохранившийся в бумагах Карманова переписанный им отрывок сочинения Эдуарда Юнга «Плач, или Нощные размышления…».